# Cách, Tả ngũ doanh
Cách, Tả ngũ doanh (chữ Hán: 革左五营) còn gọi là Hồi, Cách ngũ doanh (回革五营) là một cánh quân đội nông dân nổi dậy cuối đời Minh, do 5 doanh của "Lão Hồi Hồi" Mã Thủ Ứng, "Cách lý nhãn" Hạ Nhất Long, "Tả kim vương" Hạ Cẩm, "Cải thế vương" Lưu Hi Nghiêu, "Loạn thế vương" Lận Dưỡng Thành hợp thành. Họ chuyển từ Thiểm Bắc đến chiến đấu ở một dải Dự, Ngạc, về sau đóng đồn ở Anh Sơn , Hoắc Sơn , Tiềm Sơn , Thái Hồ . Năm Sùng Trinh thứ 14 (1641), về với Trương Hiến Trung, năm sau đầu quân cho Lý Tự Thành.

## Bối cảnh
Từ năm Sùng Trinh thứ 10 (1637) về sau, các cánh nghĩa quân hoạt động ở khu vực Trung Nguyên trải qua một quá trình lúc chia lúc hợp. Sau đó, một bộ phận tập trung ở phụ cận Vân Dương, Tương Dương thuộc Hồ Bắc, trở thành nòng cốt của tập đoàn Trương Hiến Trung, La Nhữ Tài; một bộ phận khác hoạt động khu vực giao giới 3 tỉnh An Huy, Hà Nam, Hồ Bắc, cuối cùng tạo nên một tập đoàn gắn kết ổn định để hiệp đồng tác chiến bởi 5 doanh của "Lão Hồi Hồi" Mã Thủ Ứng, "Cách lý nhãn" Hạ Nhất Long, "Tả kim vương" Hạ Cẩm, "Cải thế vương" Lưu Hi Nghiêu, "Loạn thế vương" Lận Dưỡng Thành. Đây chính là "Cách, Tả ngũ doanh".

## Thực lực
Lực lượng của Cách, Tả ngũ doanh bấy giờ rất đáng kể, tấu sớ của An Huy tuần phủ Trịnh Nhị Dương nói: "Sự giảo hoạt ngang ngược của Cách, Tả không kém gì Hiến, Tháo, lực lượng thiện chiến không chỉ có mấy vạn." Bọn họ chủ yếu cậy vào dãy núi Đại Biệt (sử gọi là vùng núi Anh, Hoắc), triển khai đấu tranh. Nơi này hình thế hiểm yếu, có vị trí chiến lược quan trọng: mặt đông uy hiếp Nam Kinh, hướng đông bắc là Hoàng lăng ở Phượng Dương, mặt tây không xa là khu vực hoạt động của nghĩa quân Trương Hiến Trung, La Nhữ Tài, có thể hô ứng với nhau .
Phương thức tác chiến của Ngũ doanh linh hoạt, cơ động, khiến cho quan quân thường xuyên rơi vào thế bị động. "Hồi, Cách khéo cấu kết với dân địa phương làm gián điệp, sử dụng phần nhiều là những lưu dân làm nghề bói toán, buôn bán" . "Quan binh nhiều thì trốn tránh, ít thì đón đánh. Càn quét nơi núi non thì bất ngờ xông ra cửa Giao (Nguyên văn: Giao quan ), đến khi bày trận nơi đồng bằng thì dựa vào rừng rú rậm rạp" . "Giặc làm chủ, binh ngược lại phải làm khách, nên nhiều lần thất bại" .
Nhà Minh vì bảo vệ Nam Kinh và Phượng Dương, lấy bọn Chu Đại Điển, Sử Khả Pháp tập kết quân đội, tăng cường phòng thủ. Thành ra, bọn họ còn có tác dụng khống chế một bộ phận quan quân, cũng có thể nói là chi viện cho các cánh nghĩa quân khác.

## Quá trình
Mùa đông năm Sùng Trinh thứ 13 (1640), trong lúc Dương Tự Xương tập trung binh lực đuổi đánh nghĩa quân Trương Hiến Trung, La Nhữ Tài, triều đình không đủ binh lực đối phó với Cách, Tả ngũ doanh. Giám quân đạo Dương Trác Nhiên đến vùng núi Tiềm Sơn, Thái Hồ, gặp thủ lĩnh 5 doanh, dụ họ tiếp nhận chiêu an. 5 doanh thủ lĩnh đáp rằng: "Bọn ta đều có tài năng hơn đời, triều đình không chịu dùng, nên gặp lúc đói kém mất mùa mới làm cướp. Nếu nhà nước sắp đặt thỏa đáng, sao biết không làm được kẻ sĩ trung nghĩa? Vả bọn tôi nghe Lưu Quốc Năng, Lý Vạn Khánh trước sau đưa hơn 10 doanh về hàng, vì nhà nước mà chết, tận lực làm việc, còn bọn tôi thì không thể sao? Nhưng quân đội của chúng tôi có hơn 10 vạn, sắp đặt ở nơi nào? Chủ tướng là người nào? Tiền lương lấy ở đâu ra? Mà quan tước dành cho bọn tôi như thế nào?"
Dương Trác Nhiên một mặt đáp ứng sẽ báo lên triều đình, một mặt chỉ định vùng núi thuộc phủ Hoàng Châu làm nơi an trí cho Cách, Tả ngũ doanh, lấy tiền lương của Kỳ Thủy , Quảng Tế, Kỳ Châu cấp cho, đặt hiệu là "Dân mới". Đôi bên được một dạo tạm dừng các hành động quân sự.
Năm thứ 14 (1641), Lý Tự Thành và Trương Hiến Trung chiếm được Lạc Dương và Tương Dương, cuộc chiến tranh nông dân chuyển sang giai đoạn cao trào, Cách, Tả ngũ doanh cũng chỉnh đốn cờ trống, bắt đầu chủ động ra đánh. "Khi Tương Dương, Lạc Dương đều phá, Sấm, Hiến hoành hành, Cách, Tả mở rộng cướp bóc. Có chiếu dụ Binh bộ: Cách, Tả cực hại, (phải) quét sạch không đợi nữa, ắt (cần) chia các nơi (mà) hướng dẫn, tiếp đến tiến hành bình định. Nay mệnh Lưu Nguyên Bân ngăn giữ Quang Sơn, Cố Thủy; Lư Cửu Đức khống chế Tiềm Sơn, Thái Hồ; Tống Nhất Hạc cắt đứt Kỳ Châu, Hoàng Châu; Trịnh Nhị Dương đóng giữ Lư Châu; Mưu Văn Thụ đề phòng Phượng Dương, Tứ Châu; Tiền Trung Tuyển bảo hộ Thừa Thiên; Trương Mậu Tước đi lại Toánh Châu, Thọ Châu, Bạc Châu, Túc Châu tra xét công tội; Dương Trác Nhiên chỉ dẫn tìm tiễu; Chu Đại Điển thăng làm Tổng đốc, Tiết chế quan viên các lộ, phủ, trấn tiến binh Anh Sơn, Hoắc Sơn, chuyên trách đốc tiễu" .

## Kết cục
Năm thứ 15 (1642), Cách, Tả ngũ doanh có một đạo tiến quân về phía đông, liên tiếp hạ được các huyện Sào, Hàm Sơn, Toàn Tiêu, nhằm thẳng Nam Kinh. Về sau lại cùng nghĩa quân Trương Hiến Trung phối hợp, đánh lấy các châu, huyện Lục An, Hoắc Khâu, Vô Vi, Lư Châu. Tháng 10, Lý Tự Thành và La Nhữ Tài đánh tan cuộc tấn công của Tôn Truyện Đình, ổn định chỗ đứng tại Hà Nam, Cách, Tả ngũ doanh bèn quyết định rời khỏi An Huy, lên Hà Nam ở phía bắc liên kết với Lý – La .
Tháng 3 năm sau (1643), Lý Tự Thành giết Hạ Nhất Long vì có ý định tự lập, sau đó thống nhất chỉ huy, biên chế lại các lực lượng nghĩa quân. Những thủ lĩnh còn lại của Cách, Tả ngũ doanh, trừ Lận Dưỡng Thành có kết cục còn tranh cãi, đều trở thành tướng lãnh của chính quyền nông dân Đại Thuận.